# ۱۳۰۰ (خورشیدی)
۱۳۰۰ هزار و سی صدمین سال هجری خورشیدی سالی کبیسه است.

## رویداد ها

### فروردین
- ۲ فروردین - بلدیهٔ تهران با تشکیلات جدید شروع به کار کرد و سیدضیاءالدین طباطبایی نخست‌وزیر وقت، گاسپار ایپگیان را به ریاست آن گمارد.
- ۱۳ فروردین – دستگیری قوام‌السلطنه والی خراسان توسط کلنل محمدتقی خان پسیان فرمانده ژاندارمری خراسان به فرمان سید ضیاءالدین طباطبایی رئیس دولت جدید و ارسال او به تهران. تشکیل جمهوری خودمختار خراسان ایران توسط پسیان. قوام را به زندان عشرت‌آباد فرستادند.
- ۱۴ فروردین – سید ضیاءالدین طباطبایی، کلنل پسیان را به سمت والی نظامی خراسان گمارد.
- ۲۲ فروردین – بریتانیا امارت فرااردن را از بخشی از مناطقی که در خاورمیانه در شرق رود اردن در قیمومت داشت ایجاد کرد.[۱] عبدالله بن حسین بن علی هاشمی شاه حجاز به عنوان حاکم این امارت که امروزه پادشاهی اردن خوانده می‌شود، تعیین گردید.

### اردیبهشت
- ۴ اردیبهشت – سید ضیاءالدین طباطبایی وزرای کابینهٔ جدید خود را تعیین و به احمدشاه قاجار معرفی کرد. در این کابینه: رضاخان سردار سپه وزیر جنگ، معززالدوله وزیر امور خارجه، مدیرالملک جم وزیر مالیه، میرزا تقی مشیر معظم خواجوی وزیر پست و تلگراف، رضاقلی هدایت نیرالملک وزیر معارف، علی‌اصغر مؤدب‌الدوله نفیسی وزیر صحیه و امور خیریه شدند و رئیس‌الوزرا شخصاً سرپرستی وزارت داخله را به عهده گرفت.
- ۱۰ اردیبهشت – آغاز خروج نیروهای انگلیسی شامل ۱۱٬۶۰۰ سرباز انگلیسی و هندی به فرماندهی ژنرال ادموند آیرونساید از ایران

### خرداد
- ۴ خرداد – کابینهٔ سیدضیاءالدین طباطبایی پس از ۳ ماه سقوط کرد و احمد قوام‌السلطنه که هنوز در زندان بود مأمور تشکیل کابینه شد. اکثر این وزرا جزو محبوسین دورهٔ رئیس‌الوزرایی طباطبایی بودند. در این کابینه رضاخان سردار سپه وزیر جنگ، محتشم‌السلطنه وزیر امور خارجه، مصدق‌السلطنه وزیر مالیه، عمیدالسلطنه وزیر عدلیه، ممتازالدوله وزیر معارف و اوقاف و صنایع مستظرفه، میرزا حسینخان سمیعی ادیب‌السلطنه وزیر تجارت و فوائد عامه، حکیم‌الدوله وزیر صحیه، مشارالسلطنه وزیر پست و تلگراف و مستشارالدوله وزیر مشاور شدند و رئیس‌الوزرا سرپرستی وزارت داخله را به عهده گرفت.
- ۷ خرداد – احمدشاه در تلگرافی به کلنل پسیان او را در سمت فرماندهی قوای نظامی خراسان ابقا کرد اما از دخالت در امور حکومتی منع نمود.
- ۲۴ خرداد – وینستون چرچیل وزیر مستعمرات بریتانیا با ارائهٔ طرح‌هایی به پارلمان این کشور از ایجاد کشوری مستقل در میانرودان به نام «عراق» و همچنین ایجاد یک کشور صهیونیستی در فلسطین خبر داد.[۲]
- ۲۵ خرداد – قیام امیرمؤید سوادکوهی و پسرانش و برخی از خوانین مازندران در سوادکوه علیه دولت مرکزی
- ۲۵ خرداد – حملهٔ احسان‌الله خان دوستدار در رأس نیروهای کمونیست و ساعدالدوله به تنکابن
- ۲۶ خرداد – شکست نیروهای کمونیست به فرماندهی احسان‌الله‌خان و ساعدالدوله به دست سرهنگ فضل‌الله زاهدی

### تیر
- ۱ تیر – افتتاح چهارمین دورهٔ مجلس شورای ملی
- ۱ تیر – امضای عهدنامهٔ مودت ایران و افغانستان در تهران
- ۴ تیر – شکست نیروهای میرزا کوچک‌خان جنگلی به دست نیروهای اعزامی سردار سپه
- ۱۰ تیر – اعزام میرپنج احمدآقاخان برای سرکوب امیر مؤید در سوادکوه
- ۲۵ تیر – شکست شورشیان فارس توسط نیروهای اعزامی از تهران
- ۲۹ تیر – آغاز اعتراض‌های دمشق به مفاد هشدار گورو

### شهریور
- ۱ شهریور – ملک فیصل اول در عراق به عنوان نخستین شاه این کشور به پادشاهی رسید.
- ۱ شهریور – شکست شورشیان کردستان توسط نیروهای اعزامی از پایتخت
- ۱۳ شهریور – امارت افغانستان معاهدهٔ عدم مداخله با اتحاد جماهیر شوروی امضا کرد.
- ۱۷ شهریور – خروج بلشویک‌ها از گیلان
- ۲۶ شهریور – پس از چند ماه تعقیب و گریز در نهایت نیروهای نظامی، شورشیان سوادکوه به فرماندهی امیرمؤید را شکست دادند.

### مهر
- ۷ مهر – درگیری میان هواداران میرزا کوچک خان جنگلی با دیگران در ملاسرا که موجب مرگ حیدرخان شد.
- ۸ مهر – تشکیل کابینهٔ دوم قوام‌السلطنه: سردار سپه وزیر جنگ، مصدق‌السلطنه وزیر امور خارجه، مشارالسلطنه وزیر عدلیه، دکتر امیراعلم وزیر معارف و اوقاف، عمیدالسلطنه وزیر تجارت و فوائد عامه، شهاب‌الدوله وزیر پست و تلگراف، عزالملک کفیل وزارت مالیه و سرپرستی وزارت داخله در دست رئیس‌الوزرا باقی ماند. یک هفته بعد کابینهٔ جدید ترمیم شد.
- ۹ مهر – کلنل محمدتقی خان پسیان که دولت وی را یاغی اعلام کرده بود در نبردی در تپه‌های داوودلی جعفرآباد شکست خورده و کشته شد.
- ۱۸ مهر – بیانیهٔ تشکیل دولت پادشاهی کردستان به پایتختی سلیمانیه توسط محمود برزنجی به عنوان شاه این دولت منتشر شد. این دولت تا کمتر از سه سال بعد وجود داشت.
- ۲۱ مهر – امضای عهدنامهٔ قارص میان روسیه بلشویکی و مجلس ملی کبیر ترکیه با حضور نمایندگانی از جمهوری شوروی سوسیالیستی ارمنستان، جمهوری شوروی سوسیالیستی آذربایجان، جمهوری شوروی سوسیالیستی گرجستان در قارص به منظور تعیین مرزهای ترکیه با کشورهای جنوب قفقاز

### آبان
- ۷ آبان – جوزف شائول کورنفلد، حاخام یهودی آمریکایی به عنوان سفیر جدید ایالات متحده در ایران منصوب شد.
- ۱۰ آبان – نیروهای رضاخان سردار سپه، طی تلگرامی به پایتخت خبر شکست جنگلی‌ها را مخابره کردند.
- ۱۱ آبان – امارت جبل شمر که شامل اکثر مناطق شمالی عربستان سعودی امروزی می‌شد توسط نیروهای سلطان‌نشین نجد به فرماندهی عبدالعزیز بن عبدالرحمن آل سعود به تصرف درآمد.
- ۱۶ آبان – تصویب عهدنامه مودت و دوستی بین دولت ایران و دولت جمهوری چین در مجلس شورای ملی
- ۱۷ آبان – احسان‌الله‌خان به همراه چند تن از یارانش به بادکوبه فرار کرد.
- ۲۴ آبان – میرزا حسین‌خان علاء فرستادهٔ فوق‌العادهٔ تازه منصوب و وزیر مختار ایران به حضور وارن هاردینگ رئیس‌جمهور آمریکا پذیرفته شد.
- ۲۶ آبان – تشکیل «قشون» ایران با الغای واژهٔ قزاق و ترکیب این نیروها با ژاندارم‌ها
- ۳۰ آبان – مجلس مجوز استخراج نفت ایران توسط شرکت استاندارد اویل آمریکا در آذربایجان، گرگان، مازندران، گیلان و خراسان را تصویب کرد.

### آذر
- ۱ آذر – در کابل میان امارت افغانستان و بریتانیا عهدنامه‌ای امضا شد که طبق مفاد آن کابل اطمینان می‌داد مجوز تأسیس کنسولگری در شهرهایی که هم‌مرز با هند بریتانیا بودند را به شوروی ندهد. این عهدنامه، متممی بر پیمان ۱۹۱۹ راولپندی بود. در این عهدنامه بر استقلال افغانستان، حق واردات مهمات از خاک هند به افغانستان و انتقال بخش کوچکی در نزدیکی تنگه خیبر به افغانستان تأکید شده بود.[۳]
- ۱۱ آذر – مرگ میرزا کوچک خان جنگلی در گردنهٔ گیلوان بر اثر سرما
- ۱۴ آذر – تشکیل دانشگاه افسری در ایران
- ۲۳ آذر – تصویب عهدنامه مودت میان ایران و شوروی توسط مجلس شورای ملی

### دی
- ۹ دی – تصویب قانون عضویت ایران در جامعهٔ ملل
- ۱۴ دی – حذف واژگان بیگانه از تشکیلات نظامی ایران و تقسیم ایران به پنج ناحیه نظامی که در هر کدام یک لشکر مستقر گردید.
- ۱۴ دی – تصویب قانون استقراض یک میلیون دلار از دولت آمریکا برای مصارف معوقه نظامی توسط مجلس شورای ملی
- ۱۹ دی – تصویب نظامنامهٔ لباس قشون ایران توسط وزارت جنگ
- ۲۷ دی – بندر انزلی از شورشی‌ها پس گرفته شد.
- ۲۹ دی – احمد قوام‌السلطنه که نسبت به حمایت‌های مجلس از اختیارات گسترده‌ای که به محمد مصدق‌السلطنه وزیر مالیه برای اصلاحات مالی داده شده بود شکایت داشت، در نهایت پس از ۸ ماه از نخست‌وزیری استعفا داد.
- دی – اعتصاب مدارس تهران به دلیل نگرفتن چند ماه مواجب

### بهمن
- ۲ بهمن – میرزا حسن‌خان پیرنیا مشیرالدوله از سوی احمدشاه قاجار مأمور تشکیل کابینه شد: رضاخان وزیر جنگ و فرمانده کل قوا، مدیرالملک جم وزیر مالیه، سردار معظم خراسانی تیمورتاش وزیر عدلیه، نیرالملک هدایت وزیر معارف و اوقاف، اعتلاءالسلطنه وزیر پست و تلگراف، ادیب‌السلطنه سمیعی وزیر تجارت و فوائد عامه. سرپرستی وزارت داخله باز هم به عهدهٔ رئیس‌الوزرا باقی ماند.
- ۵ بهمن – شکست قوای ژاندارم به فرماندهی کلنل لندبرگ سوئدی از شورشی‌های آذربایجان
- ۶ بهمن – دومین سفر احمد شاه قاجار به فرنگ
- ۷ بهمن – ابوالقاسم لاهوتی در تبریز از افسران ژاندارمری علیه دولت مرکزی قیام کرد و کنترل تبریز را به دست گرفت.
- ۱۹ بهمن – شکست قوای لاهوتی از نیروهای سرتیپ حبیب‌الله شیبانی
- ۲۲ بهمن – فرار لاهوتی و چند تن از همراهانش به روسیه
- ۲۷ بهمن – فرمان سردار سپه مبنی بر تشکیل ادارهٔ امنیه مملکتی
- ۲۷ بهمن – شکست شورشیان خراسان و دستگیری شیخ علی‌اکبر تربتی

### اسفند
- ۳ اسفند – تصویب عهدنامهٔ حکمیت بین دولت ایران و دولت ایالات متحده آمریکا توسط مجلس شورای ملی
- ۳ اسفند – انتشار اطلاعیه‌ای از سوی رضاخان سردار سپه در سالگرد کودتا و به عهده گرفتن آن و ذکر دلایل آن
- ۷ اسفند – امضای قرارداد مودت ایران و شوروی
- ۸ اسفند – رسماً اعلام شد: ایران در سال گذشته میلادی (۱۹۲۱) ۱۶٬۶۷۳٬۰۰۰ بشکه نفت خام استخراج کرده‌است. درآمد ایران از این اندازه نفت معادل ۶۰۰ هزار لیره انگلیسی بود.
- ۲۱ اسفند – جمهوری فدراتیو سوسیالیستی قفقاز جنوبی شوروی با ادغام سه جمهوری سوسیالیستی قفقاز (آذربایجان، ارمنستان و گرجستان) به پایتختی تفلیس تشکیل شد.
- دعوت به تحریم مصرف شکر وارداتی از کشورهای نامسلمان توسط روحانیون قزوین
- احداث نخستین کارخانه کبریت‌سازی توسط خانواده خوبیلر با وارد کردن دستگاه‌های کبریت‌سازی از سوئد

## زادروزها

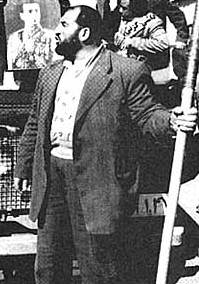
جعفری با پرچمی در دست، در فعالیت‌های انتخاباتی مجلس دورهٔ هجدهم (عکس از آرشیو «واتیمور»، عکاس «تایم-لایف»)

- ۱ فروردین – شعبان جعفری، مشهور به شعبون بی‌مخ، از اوباش تأثیرگذار در کودتای ۲۸ مرداد (درگذشت ۱۳۸۵)
- ۲ فروردین – ابوالقاسم گرجی، دانشمند دینی ایرانی (درگذشت ۱۳۸۹)
- ۲۵ فروردین – عبدالرحمن شرفکندی (ماموستا هه‌ژار)، نویسنده، شاعر، مترجم ایرانی (درگذشت ۱۳۶۹)
- ۲ اردیبهشت – فضل‌الله اکبری، پدر حسابداری ایران (درگذشت ۱۳۸۴)
- ۸ اردیبهشت – سیمین دانشور، نویسنده، شاعر، مترجم ایرانی و همسر جلال آل‌احمد (درگذشت ۱۳۹۰)
- ۱۰ اردیبهشت – محمد اسماعیل رضوانی، پژوهشگر ایرانی تاریخ (درگذشت ۱۳۷۵)
- ۱۴ اردیبهشت – صفر قهرمانیان، افسر فرقه دموکرات آذربایجان (درگذشت ۱۳۸۱)
- ۱ خرداد – جلیل شهناز، نوازنده ایرانی (درگذشت ۱۳۹۲)
- ۲ مهر - علی دانایی‌فرد، از بنیان‌گذاران تیم فوتبال باشگاه دوچرخه‌سواران و تاج (استقلال کنونی) و از یاران اولیه این تیم در سال ۱۳۲۴ بود.
- ۱۴ آبان – ملکه فوزیه، شاهزاده مصری و اولین همسر محمدرضا شاه پهلوی. (درگذشت ۱۳۹۲)
- ۱۸ آبان – آلنوش طریان، فیزیک‌دان ایرانی، (درگذشت ۱۳۸۹)
- ۱۰ آذر – آیت‌الله علی مشکینی، رئیس مجلس خبرگان رهبری (درگذشت ۱۳۸۶)
- ۱۳ آذر – محمدجواد بهروزی، نویسنده، شاعر و نوازندهٔ ایرانی (درگذشت ۱۳۸۲)
- ۳۰ آذر – ابوالقاسم تفضلی، حقوقدان ایرانی (درگذشت ۱۳۸۳)
- ۳ دی – عباس سحاب جغرافی‌دان و نقشه‌نگار ایرانی (درگذشت ۱۳۷۹)
- ۴ دی – حسن ارژنگ‌نژاد، نقاش و مجسمه‌ساز ایرانی (درگذشت ۱۴۰۱)
- ۲ بهمن – فریدون میرزا قاجار، تنها فرزند ذکور احمدشاه قاجار (درگذشت ۱۳۵۴)
- ۷ اسفند – فرخ غفاری، مورخ، سینماگر و منتقد سینما (درگذشت ۱۳۸۵)
- ۲۷ اسفند – مهدی آذر یزدی، نویسنده کودک و نوجوان ایرانی (درگذشت ۱۳۸۸)

روز نامشخص
- مرتضی کیوان، شاعر، منتقد هنری، روزنامه‌نگار و فعال سیاسی (درگذشت ۱۳۳۳)
- رضا روزبه، دانشمند دینی (درگذشت ۱۳۵۲)
- سپهبد مهدی رحیمی، آخرین فرماندار نظامی تهران (درگذشت ۱۳۵۷)
- منصور روحانی، سیاستمدار ایرانی (درگذشت ۱۳۵۸)
- علی‌مراد داودی، پژوهشگر ایرانی فلسفه و علوم تربیتی (درگذشت ؟)
- سعید نیوندی، سینماگر ایرانی (درگذشت ۱۳۶۵)
- ابوالقاسم انجوی شیرازی، پژوهشگر ادبی (درگذشت ۱۳۷۲)
- حسن گل‌نراقی، خواننده ایرانی (درگذشت ۱۳۷۲)
- آیت‌الله العظمی سید رضا صدر، فقیه و مرجع تقلید ایرانی (درگذشت ۱۳۷۳)
- عبدالله سوری، روحانی و سیاستمدار ایرانی (درگذشت ۱۳۷۴)
- اکبر جنتی شیرازی، سینماگر ایرانی (درگذشت ۱۳۷۵)
- محمود انصاری قمی، دانشمند دینی (درگذشت ۱۳۷۷)
- جواد شیخ‌الاسلامی، مورخ ایرانی (درگذشت ۱۳۷۹)
- محمد کرمی، دانشمند دینی ایرانی (درگذشت ۱۳۸۱)
- عماد خراسانی، شاعر ایرانی (درگذشت ۱۳۸۲)
- ژاله اصفهانی، شاعر ایرانی مشهور به شاعر امید (درگذشت ۱۳۸۶)
- عزت‌الله نگهبان، باستان‌شناس ایرانی (درگذشت ۱۳۸۷)
- محمد خوانساری، منطق‌دان و فیلسوف ایرانی (درگذشت ۱۳۸۸)
- رحمت‌الله مقدم مراغه‌ای، سیاستمدار ایرانی (درگذشت ۱۳۹۱)
- داوود نصیری، ورزشکار و اولین داور ورزشی ایرانی ملقب به پدر ورزش ایران (درگذشت ۱۳۹۲)
- مریم بهنام، فعال اجتماعی و نویسنده ایرانی (درگذشت ۱۳۹۳)
- اسماعیل چشم‌آذر، موسیقی‌دان و نوازنده ایرانی (درگذشت ۱۳۶۲)
- بدری وزیری، موسیقی‌دان و مترجم ایرانی (فرزند کلنل وزیری)
- محمدصادق فرمان، نماینده حوزه انتخابیه کاشمر در دوره بیست و چهارم مجلس شورای ملی (درگذشت ۱۳۹۱)

## درگذشت‌ها
- ۹ مهر – کلنل محمدتقی پسیان فرمانده ژاندارمری خراسان (زادهٔ ۱۲۷۰)
- ۵ آبان – حیدرخان عمواوغلی، انقلابی ایرانی و از فعالان مؤثر جنبش مشروطه ایران و از رهبران حزب کمونیست ایران (زادهٔ ۱۲۵۹)
- ۷ آذر – عباس افندی عبدالبها، در حیفا، سومین شخصیت محوری آیین بهایی (زادهٔ ۱۲۲۳)
- ۱۱ آذر – میرزا کوچک خان جنگلی رهبر جنبش جنگل (زادهٔ ۱۲۵۹)
- عبدالحسین صنیع همایون، نقاش و تذهیب‌کار دوره قاجار (زادهٔ ۱۲۳۸)
- میرزا نصرالله بهار شروانی، شاعر آذربایجانی (زادهٔ ۱۲۴۷)
- خالو قربان هرسینی، از مبارزان جنبش جنگل (زادهٔ ۱۲۵۵)
- میرزا احمد وزیری معتضدالدوله، از دولتمردان کرمانشاه (زادهٔ ۱۲۴۸)
- گائوک، از همراهان آلمانی میرزا کوچک جنگلی
- بی‌بی‌خانم استرآبادی نویسندهٔ دورهٔ مشروطه و نخستین زن طنزنویس ایرانی